# Гонца Феофан Семенович
Феофан Семенович Гонца (1900, село Байтали, тепер Ананьївської міської громади Подільського району Одеської області — ?) — молдавський радянський діяч, народний комісар юстиції Молдавської РСР. Кандидат у члени ЦК КП(б) Молдавії в 1941—1949 роках. Депутат Верховної Ради Молдавської РСР 1-го скликання.

## Біографія
У 1912—1918 роках — наймит у помісті Краузе в селі Жеребкове; робітник цукрового заводу в Одесі.
З 1919 року — у Червоній армії: червоноармієць 47-го Ананьївського полку. Потім був уповноваженим ВЧК із боротьби із бандитизмом у місті Ананьєві.
Член РКП(б) з 1924 року.
У 1925—1929 роках — суддя, старший слідчий Народного комісаріату юстиції Молдавської АРСР.
У 1929—1933 роках — курсант, студент Московського інституту червоної професури. Освіта незакінчена вища.
Одночасно в 1930—1933 роках — заступник начальника політичного відділу машинно-тракторної станції в Тирасполі; начальник політичного відділу Кодимської машинно-тракторної станції.
У 1935—1937 роках — секретар Дубоссарського районного комітету КП(б)У; секретар Красно-Окнянського районного комітету КП(б)У; секретар Рибницького районного комітету КП(б)У.
У 1937 — серпні 1940 року — головний арбітр при Раді народних комісарів Молдавської АРСР.
20 серпня 1940 — липень 1941 року — народний комісар юстиції Молдавської РСР.
Під час німецько-радянської війни перебував в евакуації. 
У серпні 1944 — 16 травня 1945 року — народний комісар юстиції Молдавської РСР.
Подальша доля невідома.